# ボゴール駅
ボゴール駅（Stasiun Bogor）は、インドネシアのボゴールにある鉄道駅。首都ジャカルタ都市圏のKRLコミューターラインの駅である。

## 概要
1873年の開業で、インドネシアでは最も古い部類に入る鉄道駅である。ジャカルタ都市圏の南端に位置しており、通勤電車が高頻度に発着する。駅の混雑を緩和するため、2013年に国鉄スカブミ線の乗り場がボゴール駅の南200mの地点に移設された。この乗り場は「ボゴール・パレタン駅」と呼ばれ、独立した駅として扱われた。

2022年6月1日から、スカブミ線の列車（パングランゴなど）はボゴール駅でも乗客に対応するようになった。

## 施設
駅舎は1881年築の二代目で、ボゴール宮殿と同じギリシャ建築である。かつてオランダ領東インド総督が利用した駅であり、格式の高い造りとなっている。乗り場の一部には小振りなトレインシェッドが設置されている。駅の東には広大な広場があり、ボゴール全体の中央広場として機能している。

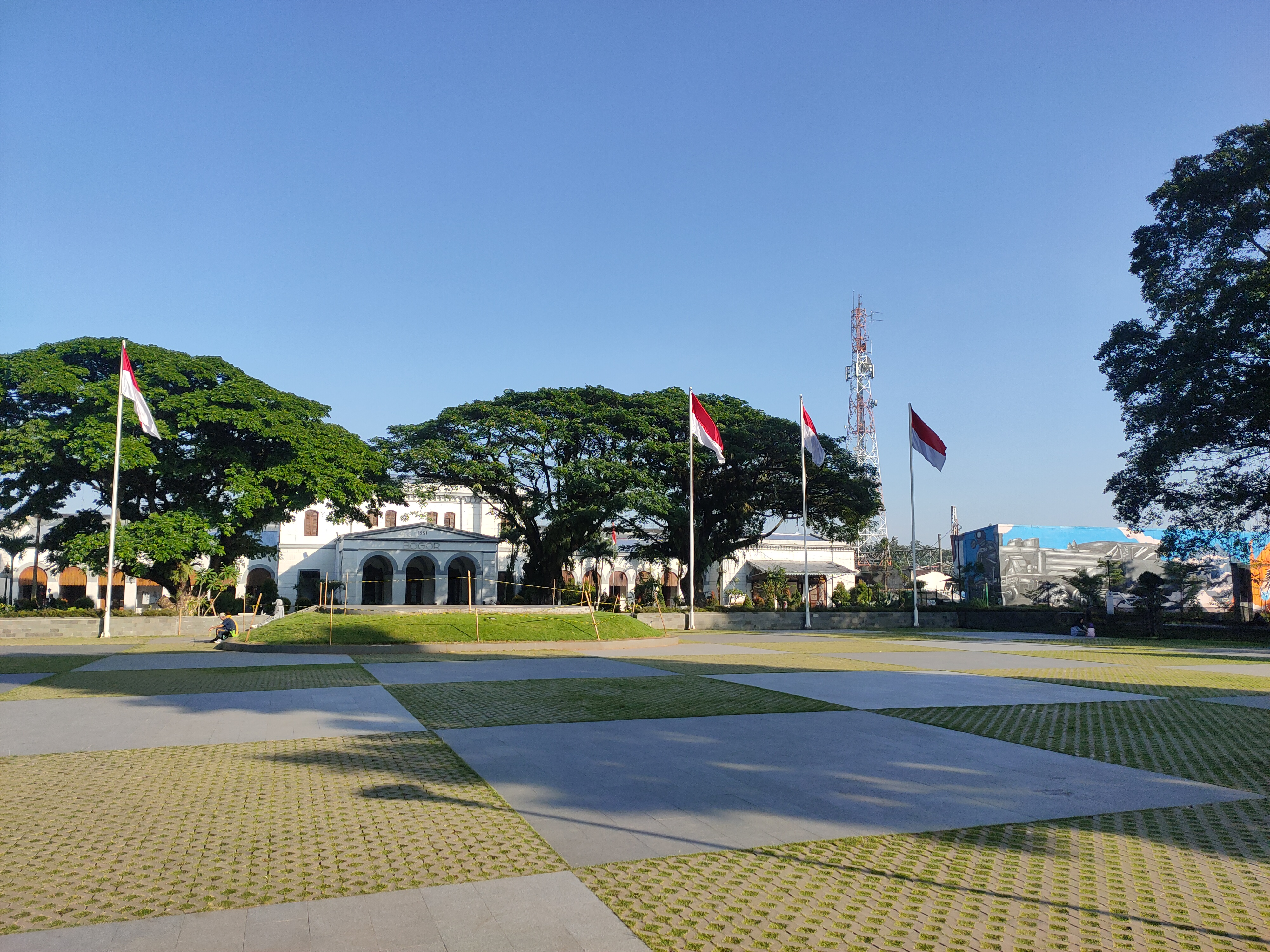
駅前広場
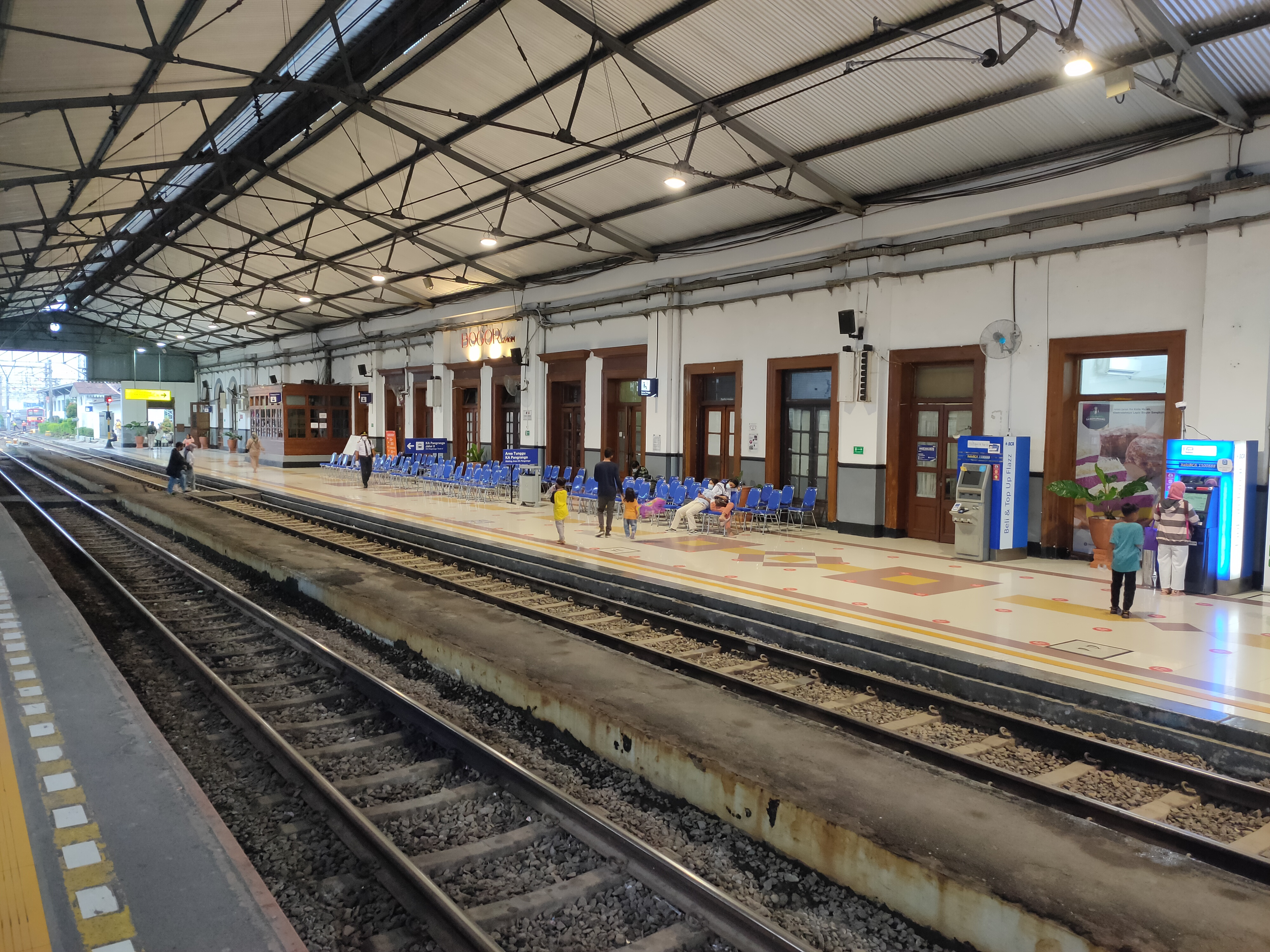
乗り場
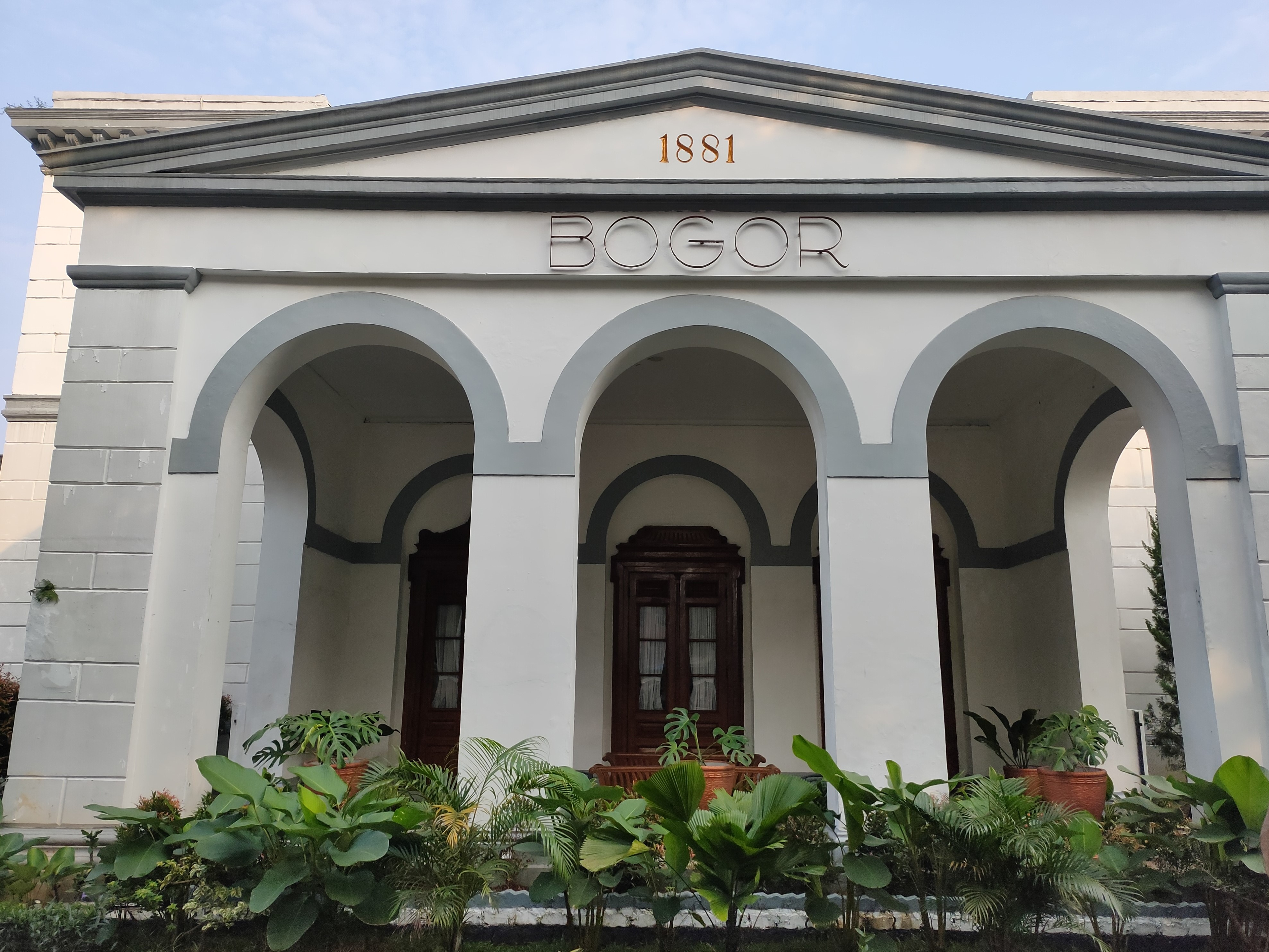
ファサード
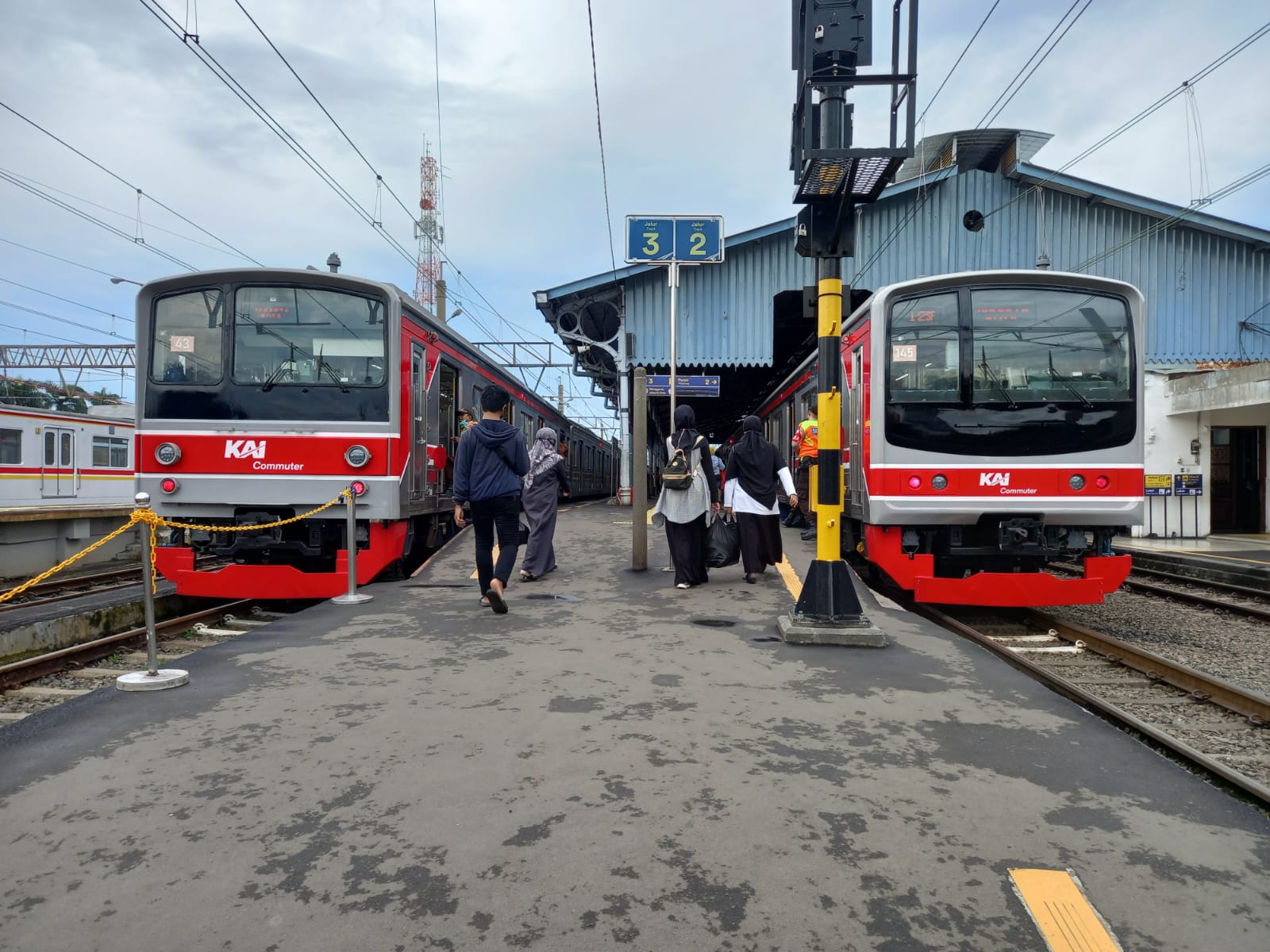
ボゴール駅の国鉄205系電車